# Lasioglossum aberrans
Lasioglossum aberrans là một loài Hymenoptera trong họ Halictidae. Loài này được Crawford mô tả khoa học năm 1903.

## Hình ảnh

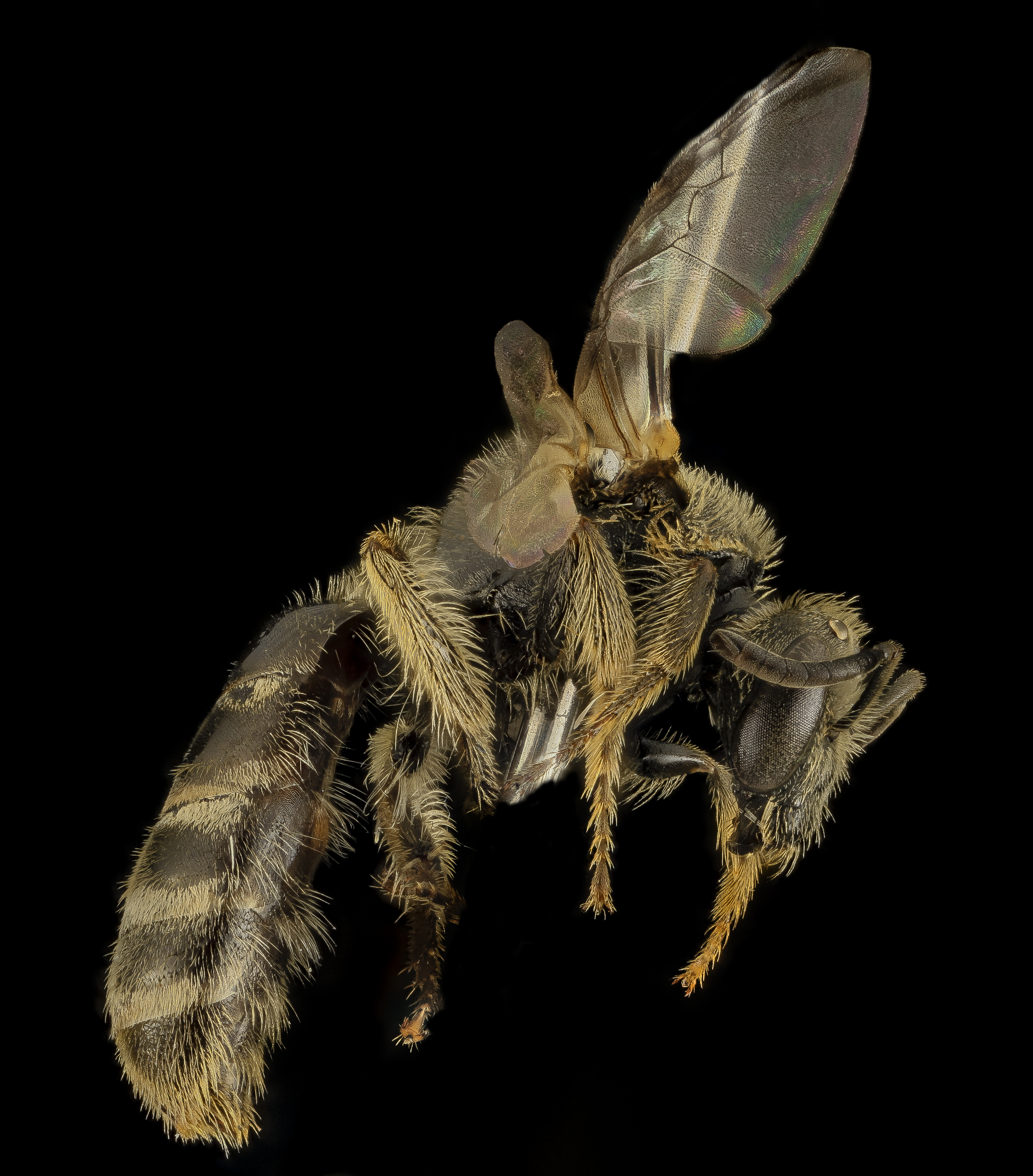